# 놀란델마도마뱀
놀란델마도마뱀(Delma tincta)은 익사이터블 델마(excitable delma)라고도 불리며, 뱀붙이도마뱀과에 속한 오스트레일리아 고유종이다. 이 이름은 활동적인 성격, 높이 뛰어오르는 방어기제에서 유래하였다. 이 녀석은 한 번에 몇 번씩 불규칙하게 뛰어오르며, 뛸 때마다 몸의 방향을 바꾼다. 놀란델마는 진화 과정에서 팔다리가 퇴화한, 가늘고 길다란 민다리도마뱀이다. 호주 전역의 다양한 서식지에서 발견되며 대부분의 시간을 숨어지낸다. 야행성 동물이라 야생 환경에서 발견하기는 어렵다. 크기는 중소형이며 꼬리는 몸 전체 길이의 3/4를 차지한다. 놀란델마의 길이는 대개 250 - 300 mm 에 달한다. 충식동물이며 풀숲, 나무줄기, 표층토양, 바위 사이를 돌아다니며 곤충을 먹어치운다. 놀란 델마는 다른 뱀붙이도마뱀류처럼 한 번에 두 개의 알을 낳는다.

## 형태
놀란델마는 진화하면서 다리가 완전히 퇴화하였기 때문에 뱀이랑 아주 비슷하게 생겼다. 몸은 굉장히 가늘고 길며, 꼬리 길이는 몸 길이의 서너 배에 달한다. 주둥이는 둥그스름하다.

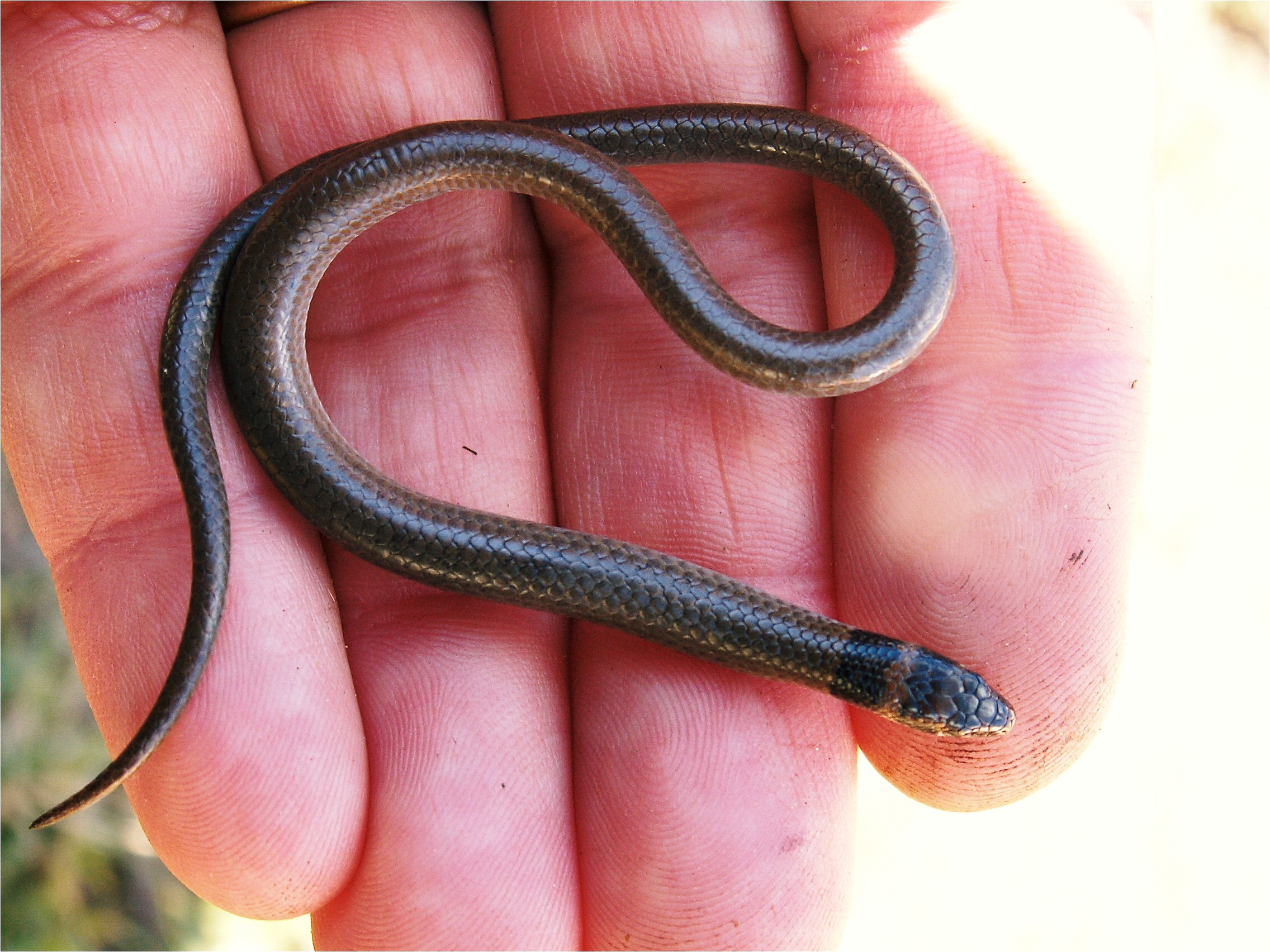
Michael J. Murphy가 야링턴 국립공원(Yarrington National Park)에서 촬영한 아성체

성체의 주둥이에서 항문까지의 길이는 대략 80 - 90 mm, 꼬리까지는 240mm에 달한다. 아성체의 경우 항문까지는 40 mm, 꼬리까지는 136 mm 에 달한다.
이 녀석들은 델마도마뱀속의 다른 종들에 비해 아담하다.
놀란델마의 몸은 올리브색에서 회갈색, 밑부분은 크림색을 띄며, 몸가운데비늘(mid-body scale)이 열네 줄이 나있고, 눈 밑의 윗입술비늘(:en:supralabial scale) 세 개, 코앞비늘(Supranasal scale)한 쌍이 나있다. 검은 줄무늬 세 개가 머리와 목의 윗부분을 가로지른다.
목까지는 검은색인데 주둥이, 눈 앞, 눈 뒤, 머리 뒷부분에 끊어져있다. 검은색은 성체보다 아성체가 더 선명하다.

## 분포

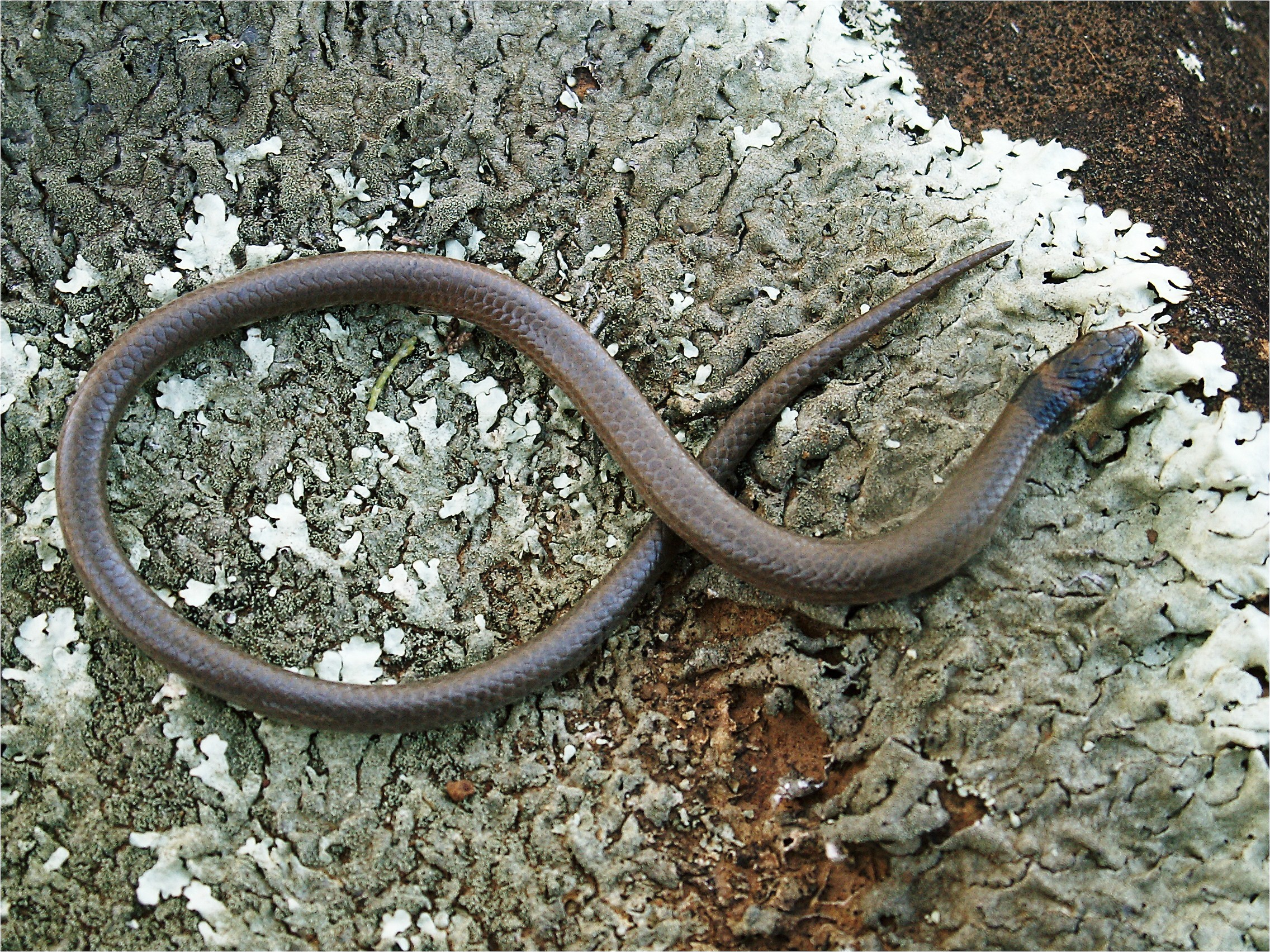
Michael J. Murphy가 촬영한 사진

원래 놀란델마는 뉴사우스웨일스주 북동부, 퀸즐랜드주에만 위치한다고 여겨졌다. 하지만 연구를 통해 이 민다리도마뱀이 사실은 호주의 여덣 개 중 다섯 개의 주, 준주에 서식한다는 것을 밝혀냈다.
이 도마뱀의 분포는 다음과 같다:
- 퀸즐랜드주 - 전역에 널리 분포함
- 뉴사우스웨일스주 - 북부 지역
- 노던준주 - 남부의 2/3
- 사우스오스트레일리아주 - 북동부 구석에서 남서부까지 뻗어나감
- 웨스턴오스트레일리아주 - 서부, 북서부 지역

Glenn M. Shea는 1991년에 행한 관찰연구(:en:observational study)를 통해 호주 곳곳에서 10 개의 표본을 확보하였다. 일곱 개는 퀸즐랜드주, 한 개는 뉴사우스웨일스주, 한 개는 웨스턴오스트레일리아주의 박물관, 마지막 한 개는 '베이커 산(Mt. Barker)'에서 얻었는데 이 산이 사우스오스트레일리아주 아델레이드 근방의 산인지, 웨스트오스트레일리아주 퍼스에 있는 산인지는 불명확하다.
놀란델마는 건조림(:en:dry forests), 스피니펙스 사막, 노두 등의 다양한 서식지에 살아간다. 보통 너저분한 바위나 통나무 따위의 잔해 밑에서, 때로는 토양 표층에서 발견된다.

## 생태

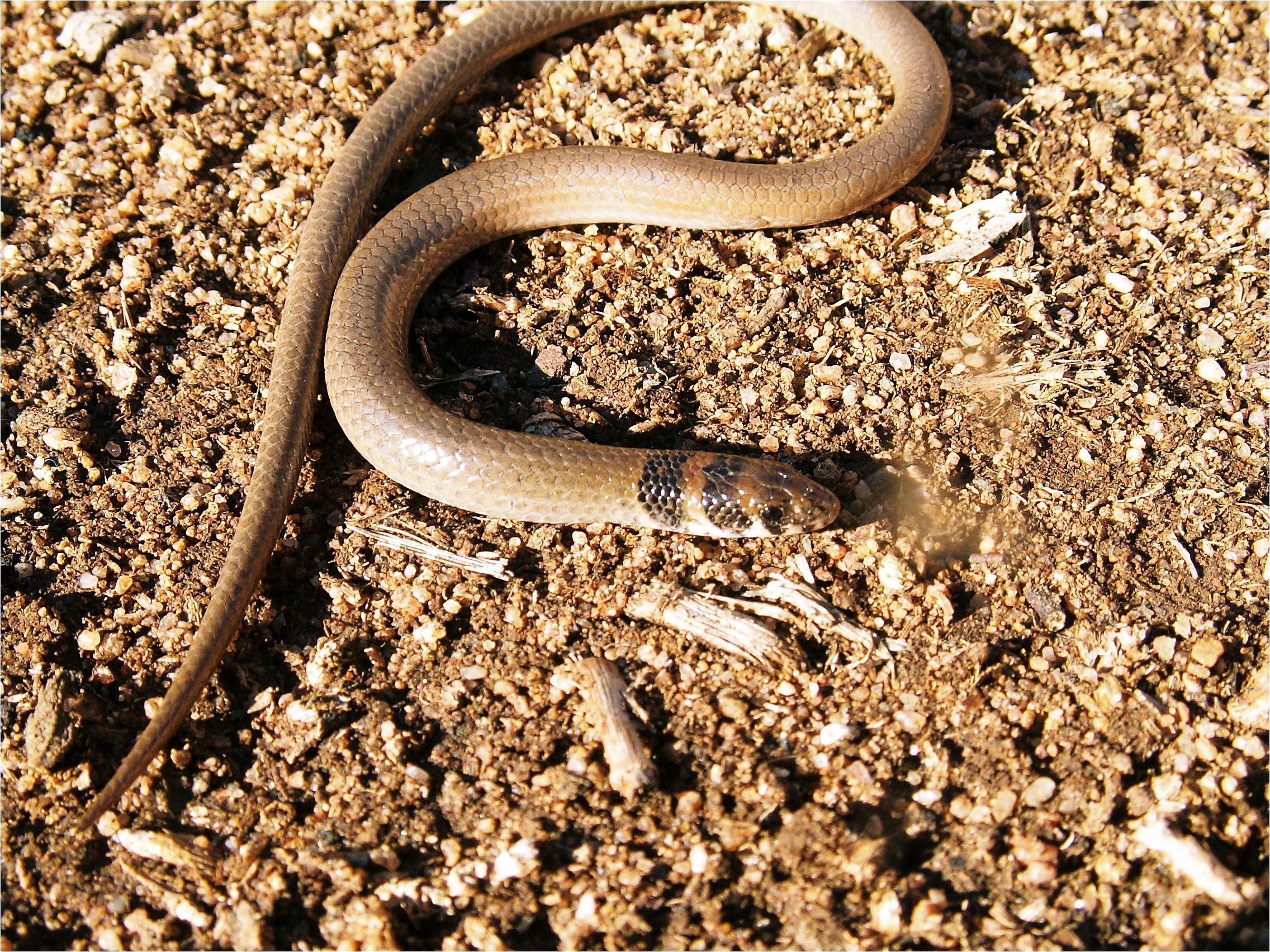
Michael J. Murphy가 촬영한 사진

놀란델마는 뱀붙이도마뱀과에서 제일 활발하기 때문에 이러한 이름을 얻었다. 이 녀석은 몸을 비틀며 높이 뛰어오르는 곡예를 선보여 포식자를 놀래키는 독특한 방어기제를 가지고 있다. 놀란델마가 이 묘기를 선보일 때는 기다란 꼬리로 위를 향한 추진력을 만들어내 몸뚱아리 전체를 땅에서 들어올린다. 델마는 뛸 때마다 방향을 불규칙하게 뒤튼다. 캘리포니아 대학교 버클리에서 감금(en:captivity)된 놀란델마 성체를 관찰하였다; 델마는 어떤 자극을 하지 않고도 30번 이상 뛰어올랐다. 뛴 높이는 11 - 15 cm 에 이르렀으며, 땅에서 떨어고 닿을 때까지 0.41 - 0.45 초가 걸렸다.
놀란델마는 다양한 서식환경에서 약진(saltation)이라 불리는 독특한 방식으로 움직인다. 약진은 사지가 없는 척추동물이 흔히 사용하는 방식이며, 뱀붙이도마뱀과의 경우 포식에 대한 대응으로서 활용한다. 때로는 탈출반응(:en:escape response)과 혼동할 수 있지만, 약진은 그러한 기능이 아니다. 약진은 옆구리로 밀어 이동하는 방식이며, 델마는 뛰어오르는 능력을 활용해 몸뚱이를 더 큰 파속(wave-speed)으로 움직일 수 있다. 약진은 꼬리에서 시작되며, 이 도마뱀은 45° 각도로 앞으로 나아가도록 진화하였다.
델마도마뱀은 다른 뱀붙이도마뱀들처럼 소리지를 수 있으며, 이는 방어기제의 일환이다.